# 動特性
音圧信号や加速度信号の処理における動特性とは、マイクロホンや振動センサーの出力信号を連続的逐次的に実効値化した信号に対して施す、時定数で代表される1次遅れ特性のことである。
これらの時定数は、人間の感覚特性をも考慮して設定されていることがあるが、各分野において幾つかの代表的な値が定められ、使用されている。同一のセンサー信号に対して時定数を変更することによって一般に、レベル値は異なったものとなる。

## 定義
音圧レベルの動特性には次のような規格がある。
- Slow特性：　時間重み特性Sとも呼ぶ。時定数　1秒
- Fast特性：　時間重み特性Fとも呼ぶ。時定数　0.125秒

JIS C 1509-1:2005などで規格化されている。
振動レベルの動特性には次のような規格がある。
- 時定数　0.63秒

JIS C 1510-1:1995などで規格化されている。